# Монастырь Святой Троицы (Хейбелиада)
Монасты́рь Свято́й Тро́ицы на острове Ха́лки (греч. Μονή Αγίας Τριάδας Χάλκης, тур. Heybeliada Ayatriada Manastırı) — мужской ставропигиальный монастырь Константинопольской православной церкви, расположенный на острове Хейбелиада (по-гречески Халки) на территории Турции.
На территории монастыря находится Халкинская богословская школа, закрытая в 1971 году турецким правительством; её возрождения активно добивается Константинопольский патриархат.

## История

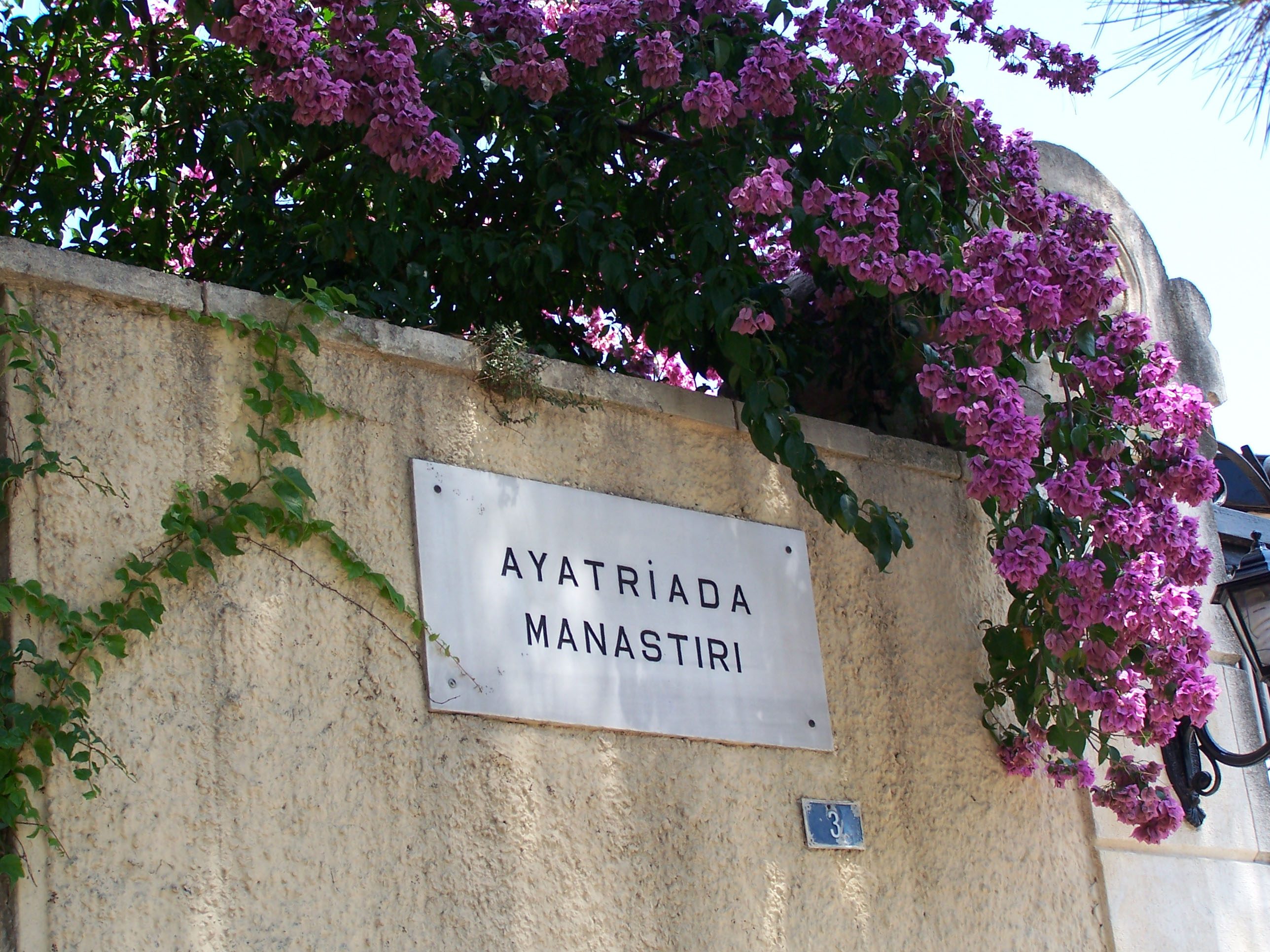

В житии Феодора Студита, который в 809—811 годы жил в изгнании на острове Халки, упоминается Деспотский монастырь (μονής των Δεσποτών). Считается что именно этот монастырь стал впоследствии известен как Монастырь святой Троицы. Некоторые отождествляют этот монастырь с монастырём Эсоптру. В 860 году монастырь был разграблен русами и пришёл упадок.
Его возрождение связано с именем патриарха Константинопольского Фотия I. В монастыре жила после изгнания императрица Феодосия, жена императора Льва V Армянина. От византийского прошлого сохранилась ещё информация, что королева Екатерина Комнина приняла здесь монашество в 1063 году с именем Ксения.
После падения Византийской империи монастырь постепенно пришёл в упадок.
Собрание монастырской библиотеки было положено в XVI веке благодаря коллекции патриарха Константинопольского Митрофана III.
В 1844 году во время ремонта монастыря были найдены множество древностей и похоронные скульптуры, которые как считается, принадлежали древнему храму Аполлона.
1 октября 1844 года стараниями Патриарха Германа IV при монастыре была открыта богословская школа. Здесь учились почти все Константинопольские патриархи за последние полтора века и многие из иерархов других Поместных православных церквей. За все время её существования школу окончило около тысячи студентов. При школе была собрана уникальная библиотека на 120 тысяч томов, среди которых были ценные византийские рукописи, и был крупнейшим собранием греческого мира в Османской империи.
В июне 1894 года во время землетрясения все здания Троицкого монастыря и семинарии за исключением церкви XVII века были разрушены. Восстановление комплекса произведено архитектором Периклисом Фотиадисом (греч. Περικλής Φωτιάδης).
В 1971 году сторонники Республикансканской народной партии с целью закрытия школы, обратилась в высшую инстанцию — Конституционный суд, который на основании статьи 130 и 132 Конституции Турции, принял решение о закрытии семинарии в связи с запретом на частную образовательную религиозную деятельность.
10 января 2013 года Совет Генерального управления вакуфами Турции в Анкаре принял решение о возвращении Троицкому монастырю лесных угодий площадью 190 стремм.

## Настоятели
- Максим (Репанеллис) (1971—1991)
- Герман (Афанасиадис) (10 января 1991 — ноябрь 1995)
- Апостол (Даниилидис) (21 ноября 1995 — 29 августа 2011)
- Елпидифор (Ламбриниадис) (сентябрь 2011 — 11 мая 2019)
- Кирилл (Сикис) (8 июня 2019 — 15 марта 2020)
- Кассиан (Нотис) (с 15 марта 2020)